# Coirpre mac Néill
Coirpre mac Néill (fl. V secolo) fu uno dei figli di Niall dei Nove Ostaggi.
Morto dopo il 485, fu l'eponimo fondatore dei Cenél Coirpri, un ramo degli Uí Néill del sud, che vivevano lungo l'alto corso del fiume Boyne, vicino all'abazia di Clonard, nella parte meridionale della contea di Meath.
Suo nipote Túathal Máelgarb viene considerato un re di Tara, l'unico dei Cenél Coirpri ad essere conosciuto con questo titolo.